# Barthô (1899–1935)
Barthô, właśc. Bartholomeu Vicente Gugani (ur. 28 stycznia 1899, zm. 17 kwietnia 1935) – brazylijski piłkarz grający na pozycji środkowego obrońcy.
Barthô karierę piłkarską rozpoczął w 1916 roku w klubie São Bento São Paulo. Jako piłkarz klubu São Bento był w kadrze reprezentacji podczas turnieju Copa América 1922, gdzie Brazylia zdobyła mistrzostwo Ameryki Południowej. Barthô zagrał we wszystkich pięciu meczach – z Chile, Paragwajem, Urugwajem, Argentyną i w decydującym o mistrzostwie barażu z Paragwajem.
W 1924 roku przeszedł do klubu Paulistano São Paulo, w którym grał do 1929 roku. Od 1930 roku do końca kariery w 1934 roku Barthô grał w klubie São Paulo da Floresta.